# Żydowo (powiat kościański)
Żydowo – wieś w Polsce położona w województwie wielkopolskim, w powiecie kościańskim, w gminie Śmigiel.

## Historia
W okresie Wielkiego Księstwa Poznańskiego (1815-1848) miejscowość wzmiankowana jako Żydowo należała do wsi mniejszych w ówczesnym pruskim powiecie Kosten rejencji poznańskiej. Żydowo należało do okręgu śmigielskiego tego powiatu i stanowiło część majątku Parsko, który należał wówczas do Banachowicza. Według spisu urzędowego z 1837 roku Żydowo (wraz z folwarkiem) liczyło 57 mieszkańców, którzy zamieszkiwali 8 dymów (domostw).
W latach 1975–1998 miejscowość należała administracyjnie do województwa leszczyńskiego.